# NIC-25B
La NIC-25B es una carretera nacional clasificada como troncal secundaria en Nicaragua. Esta vía comienza en el Sur en la frontera costarricense-nicaragüense en San Carlos, departamento de Río San Juan, conectándose con la Ruta 35 a la altura del municipio de Los Chiles, Cantón de Los Chiles, y culmina con la NIC-25A, en el departamento de Chontales. 

## Extensión
Con una extensión de 8,60 km, la NIC-25B juega un rol clave en la conectividad y transporte de la región.

## Puente Santa Fe
El Puente Santa Fe es el puente más largo de Nicaragua y forma parte de la carretera NIC-25B, que conecta la ciudad de San Carlos, en el departamento de Río San Juan, al sur del país. Su construcción fue posible gracias a un convenio de colaboración financiera con la Agencia de Cooperación Internacional de Japón. Esta imponente estructura se extiende sobre el río San Juan y facilita la comunicación entre Nicaragua y Costa Rica, mejorando la conectividad y promoviendo el comercio y el turismo entre ambos países.
Finalizado en agosto de 2014, el proyecto del puente comenzó a finales de 2011. La obra se sitúa en el territorio que corresponde a Nicaragua sobre el río San Juan, una zona de gran importancia geopolítica y ambiental. La construcción del puente ha sido considerada un hito en el desarrollo de la infraestructura de transporte de la región, fortaleciendo las relaciones bilaterales con Costa Rica y mejorando el acceso a áreas previamente aisladas.
Con una longitud de 362 metros y un ancho de 12 metros, el Puente Santa Fe tiene capacidad para albergar dos carriles de vehículos, así como aceras peatonales para garantizar la seguridad de los transeúntes. Esta infraestructura no solo facilita el transporte de carga pesada y pasajeros, sino que también tiene un impacto positivo en las comunidades cercanas al mejorar el acceso a servicios y oportunidades económicas.
El Puente Santa Fe es más que una vía de tránsito; representa un avance en la integración regional y un testimonio de la cooperación internacional. A lo largo de los años, ha desempeñado un papel clave en la reducción de tiempos de viaje y en el fomento del desarrollo en la región sur de Nicaragua, contribuyendo de manera significativa al crecimiento económico y social de las comunidades fronterizas.